# Exogone dispar
Exogone dispar is een borstelworm uit de familie Syllidae. Het lichaam van de worm bestaat uit een kop, een cilindrisch, gesegmenteerd lichaam en een staartstukje. De kop bestaat uit een prostomium (gedeelte voor de mondopening) en een peristomium (gedeelte rond de mond) en draagt gepaarde aanhangsels (palpen, antennen en cirri). De soort werd voor het eerst wetenschappelijk beschreven door Webster in 1879 als Paedophylax dispar.